# コゴナダ

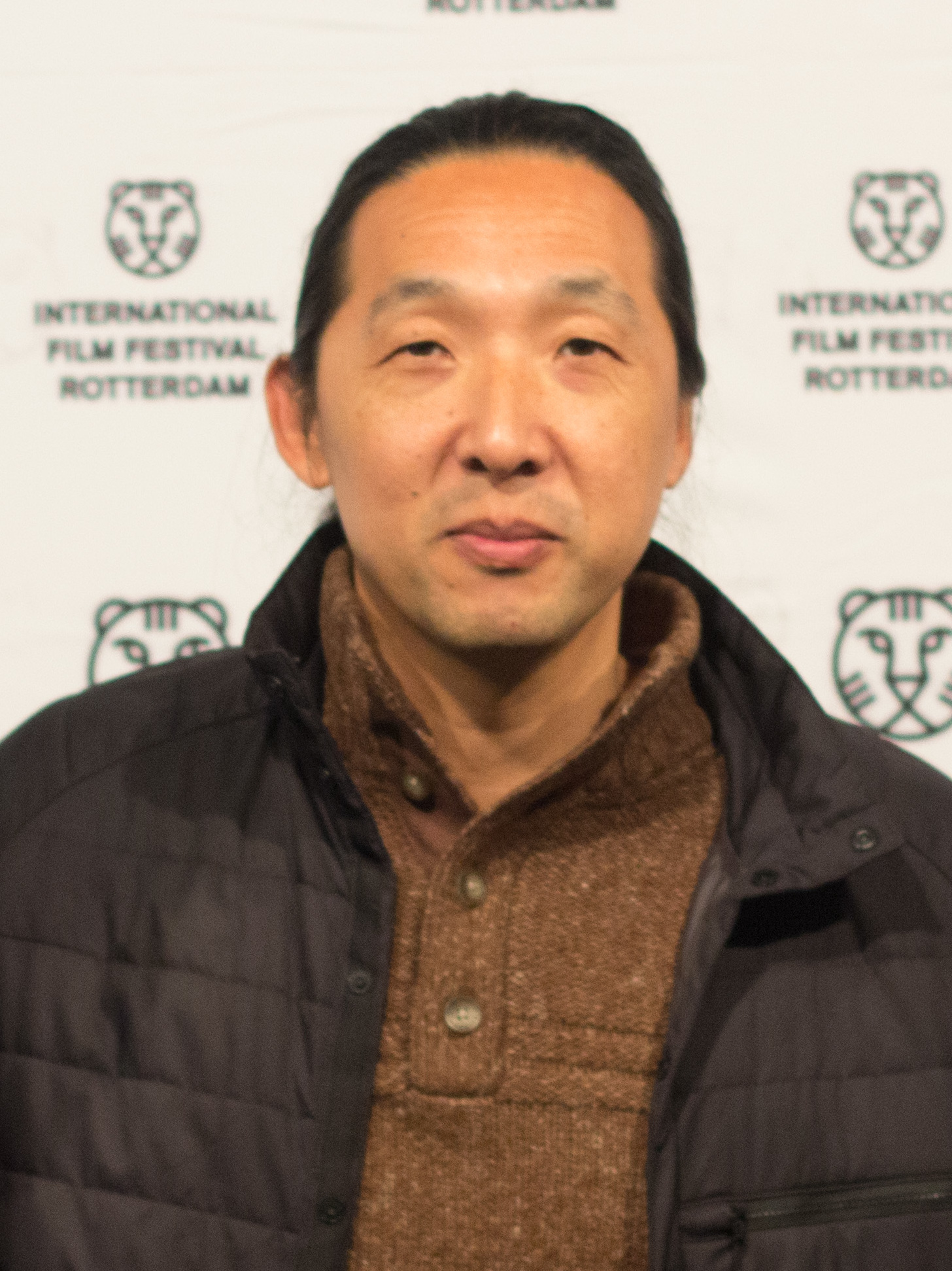

コゴナダ（英: Kogonada）は、アメリカの映画監督。大韓民国ソウル特別市出身。映画やテレビ番組を分析するビデオエッセイで知られる。代表作は映画『コロンバス』、『アフター・ヤン』など。ドラマ『スター・ウォーズ：アコライト』の第3話、第7話の監督も務めている。

## 生い立ち
コゴナダは幼少期に韓国から移住し、インディアナ州およびシカゴで育った。2023年現在、彼は妻と2人の息子と共にロサンゼルスに居住している。

彼は自身の作品の上映会に出席している。「Filmmaker Magazine」に語ったところによれば
クリス・マルケの考え方が好きなんだ。自分の仕事は自分のものっていうの。それに、アメリカの名前にはあんまり親しみを感じないんだ。なんか見たり聞いたりするとちょっと変な感じがするんだよね... それに、ヘテロニムってのも結構好きなんだ。
ペンネームである「ココナダ」は、小津安二郎の映画でよく起用された脚本家野田高梧に由来する。2018年の「Financial Times」とのインタビューでは、「正直に言うと、ペンネームはアジア系アメリカ人であることを意味するものでもあった。アメリカの移民であり、自分の名前を名乗る権限があるということには何か意味がある。」と述べている。

## ビデオエッセイ
コゴナダは2012年1月に初めてのビデオエッセイである「Breaking Bad // POV」を制作した。このビデオは、アメリカのテレビシリーズ「Breaking Bad」からのクリップを使用し、シリーズが異なる角度や対象物からの多くのポイントオブビューショットの使用を示している。コゴナダはこのシリーズを観察している最中に、シリーズ全体で使われている視覚的な美学に気付き、このビデオエッセイを制作するきっかけとなった。
コゴナダの最初の委託作品は、2013年2月に制作された「Sight & Sound」向けの「The World According to Kore-eda Hirokazu」であり、この作品では監督・是枝裕和が彼の映画で常に日常生活に焦点を当てていることが強調されている。それ以来、彼のほとんどのビデオエッセイは、英国映画協会（「Sight & Sound」の発行元）、The Criterion Collection、Samsung、およびLincoln Motor Companyなどの企業向けに制作されている。
コゴナダの作品は、インターネット上での映画の分析、評価、批評の視覚的な形としてのビデオエッセイの発展的なムーブメントの一部である。他のビデオエッセイストには、Nelson CarvajalやTony Zhou、映画評論家のKevin B. LeeやMatt Zoller Seitzも含まれる。
コゴナダのビデオエッセイ「Hands of Bresson」は、映画監督のロバート・グリーンによって2014年のベストドキュメンタリーの一つとして選ばれ、Greeneは彼のような作品が「ノンフィクション映画とビデオエッセイの間の線は最善の場合にはぼやけており、最高の作品は単純に映画として称賛されるべきだ」と述べている。2016年3月、コゴナダはスペインのCanary Islandsで開催された第16回LPA Film Festivalの審査員の一員であり、マスタークラスを教え、"Bande à part"セクションで14の彼のビデオエッセイの上映が行われた。
コゴナダが影響を受けた映画監督に関する彼のビデオエッセイには、次のものがある。
- Breaking Bad: POV (2011)[25]
- Wes Anderson: From Above (2011)[25]
- Quentin Tarantino: From Below (2011)[25]
- Sounds of Aronofsky (2012)[24][25]
- Kubrick: One-Point Perspective (2012)[24][25]
- Ozu: Passageways (2012)[24][25]
- The World According to Koreeda Hirokazu (2013)[24][25]
- Malick: Fire & Water (2013)[24][25]
- What Is Neorealism? (2013)[24]
- Linklater: On Cinema & Time (2013)[24][25]
- Wes Anderson: Centered (2014)[24][25]
- The Fox & Mr. Anderson (2014)[26]
- Hands of Bresson (2014)[24][27]
- Eyes of Hitchcock (2014)[24][27]
- Trick or Truth (2014)[24][26]
- Auteur in Space (2015)[24][25]
- Mirrors of Bergman (2015)[24][27]
- Godard in Fragments (2016)[24][27]
- Way of Ozu (2016)[24][25]
- Once There Was Everything (2017)[27]
- Nothing at Stake (2020)[28]

## 技術
コゴナダのビデオエッセイは通常、映画監督が作品全体または単一の作品内で頻繁に使用する特定のテーマや美学を紹介している。その中で、彼のビデオエッセイの一部は、アメリカの映画監督ウェス・アンダーソンの美学に焦点を当てている。アンダーソンは自身の映画で異常に対称的な構図を使用することで知られている。
コゴナダのビデオエッセイは、イメージの対比を通じて形成され、クリップの特定の配置を通じて考えを伝える。2015年3月のNashville Sceneのインタビューで、コゴナダはビデオエッセイの制作を寿司作りに例え、「寿司ってさ、どういう切り方をするかも大事だし、具材も大事だよね。この2つの選択が重要なんだ。何を選ぶか、どう切るかってのがポイントだよ」と語った。文章エッセイと視覚エッセイを比較する際、コゴナダは言葉がアイデアの正確な観察を形成する一方で、視覚は特定のアイデアを提供せずに伝えることができると指摘し「理論的に深く突っ込みたいなら、テキストが最適なんだよね... でも、ビジュアルエッセイを作る時ってのは、言葉は補助的な要素として扱う感じ。」と説明した。

## フィルモグラフィ

### 映画
| 年   | 題名                         | 監督 | 脚本 | 編集 |
| ---- | ---------------------------- | ---- | ---- | ---- |
| 2017 | コロンバス Columbus          | Yes  | Yes  | Yes  |
| 2021 | アフター・ヤン After Yang    | Yes  | Yes  | Yes  |
| 2025 | A Big Bold Beautiful Journey | Yes  | No   | No   |

### テレビドラマ
| 年   | 題名                                   | 監督 | 脚本 | 編集 | 備考                    |
| ---- | -------------------------------------- | ---- | ---- | ---- | ----------------------- |
| 2022 | パチンコ - Pachinko Pachinko           | Yes  | No   | No   | 計4話出演               |
| 2024 | スターウォーズ: アコライト The Acolyte | Yes  | No   | No   | Disney+オリジナルドラマ |

## 受賞
| 年   | 賞           | カテゴリー           | 題名                         | 結果 | *      |
| ---- | ------------ | -------------------- | ---------------------------- | ---- | ------ |
| 2022 | ピーボディ賞 | エンターテインメント | パチンコ - Pachinko Pachinko | 受賞 | [ 37 ] |

## 文学
- トーマス・エルゼッサー、マルテ・ハーゲナー著、『Film Theory: An Introduction through the Senses』、第2版、Routledge、2015年、246ページ、ISBN 1317581148、ISBN 9781317581147。
- 『For the Love of Cinema: Teaching Our Passion In and Outside the Classroom』、ラシュナ・ワディア・リチャーズ、デイヴィッド・T・ジョンソン著、インディアナ大学出版局、2017年、185ページ。ISBN 0253030129, ISBN 9780253030122.